# Bascom
Bascom is een plaats (town) in de Amerikaanse staat Florida, en valt bestuurlijk gezien onder Jackson County.

## Demografie
Bij de volkstelling in 2000 werd het aantal inwoners vastgesteld op 106.
In 2006 is het aantal inwoners door het United States Census Bureau geschat op 107, een stijging van 1 (0,9%).

## Geografie
Volgens het United States Census Bureau beslaat de plaats een oppervlakte van
0,6 km², geheel bestaande uit land. Bascom ligt op ongeveer 30 m boven zeeniveau.

## Geboren
- Faye Dunaway (1941), actrice

## Plaatsen in de nabije omgeving
De onderstaande figuur toont nabijgelegen plaatsen in een straal van 24 km rond Bascom.